# Fusil 1A/1C
Les Fusils 1A et 1C sont les variantes indiennes du FN FAL,  empruntant de nombreux éléments du L1A1 .

## Présentation

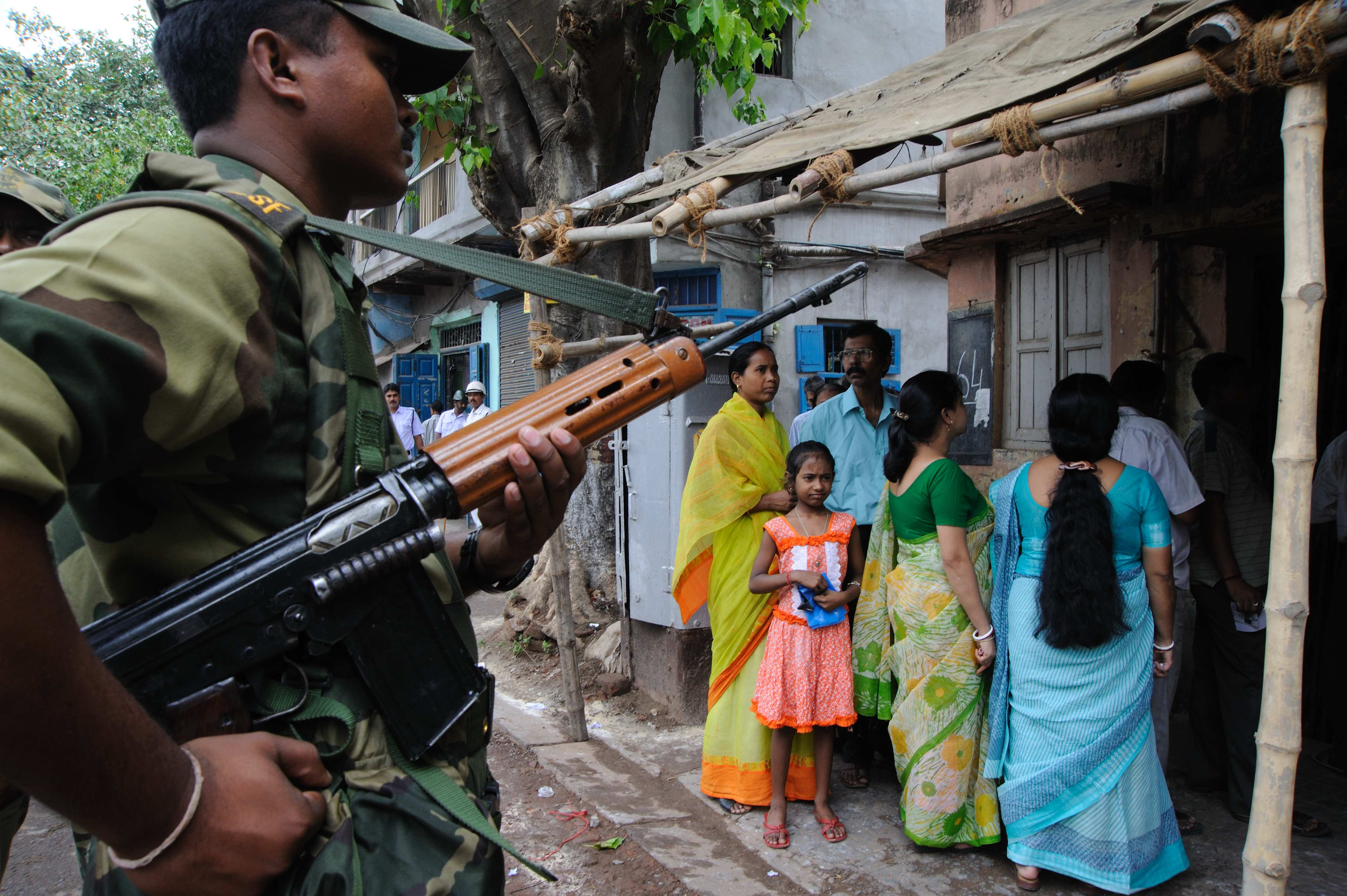
Soldat indien protégeant un bureau de vote dans l'ouest du Bengale en 2009 (archive d'Al Jazeera English). Son Fusil 1A est facilement différenciable du FAL par ses garnitures orange.

Le  Rifle 7.62 mm 1A est la copie  du FN FAL produit par les Arsenaux indiens (et sans licence belge)  dans les années 1960-1980. Une version entièrement automatique connue sous le nom de 1C (ou Ishapore 1C ) est également disponible, destinée à être utilisée dans les BMP-2 indiens via des ouÏes de tir. Il fut en service dans l'Armée indienne durant cette même période et à la suite de l'adoption du Fusil d'assaut INSAS par les militaires indiens, le L1A1  fut reversé aux forces de police.

## Le Fusil 1A  au combat
L'Armée indienne utilisa le Fusil 1A durant les  conflits suivants :
- Deuxième guerre indo-pakistanaise (1965)
- Troisième guerre indo-pakistanaise (1971)

Le « FAL indien » fut aussi en dotation dans l'Armée royale du Bhoutan, l' Armée népalaise et les Forces armées srilankaises. Ainsi, il arma les soldats de ses pays au cours des :
- Opération All Clear des militaires bouthanais contre les  Front uni de libération de l'Assam (FULA), du Front démocratique national de Bodoland (FDNB) et de l'Organisation de libération du Kamtapur (OLK) en 2003.
- Guerre civile népalaise,
- et Guerre civile du Sri Lanka

## Sources
- Notice de l'OFB sur le Fusil 1A1.
- Ian MacCollum, « India's FAL: The 1A1 Inch/Metric Hybrid », Forgotten Weapons/YouTube, 2024.